# Dragiša Gudelj
Dragiša Gudelj (Servisch: Драгиша Гудељ) (Breda, 8 november 1997) is een voormalig Nederlands-Servisch voetballer die als verdediger speelde. Hij is de zoon van Nebojša Gudelj en broer van Nemanja Gudelj.

## Carrière
Dragiša Gudelj speelde in de jeugd van BSV Boeimeer en NAC Breda. In 2015 vertrok hij, net als zijn vader en broer, naar Ajax. Hij sloot aan bij Jong Ajax, maar kwam in twee jaar niet aan spelen toe. In 2017 vertrok hij naar het Zwitserse FC Wohlen, wat in de Challenge League speelt. Medio 2018 ging hij naar het Portugese Vitória SC waar hij bij het tweede team begon. In 2020 ging hij naar Cádiz CF B. Begin 2022 ging hij voor Córdoba CF spelen.
In juli 2024 nam hij de beslissing om te stoppen met voetballen, omdat hij kampte met hartproblemen.